# Gomphaceae
Gomphaceae Donk, Persoonia 1(4): 406 (1961), è una famiglia di funghi basidiomiceti che deriva da quel gruppo sistematico di funghi meglio conosciuti sotto la vecchia denominazione dell'ordine  Phallales. La famiglia include 13 generi e 287 specie.

## Generi diGomphaceae
- Araeocoryne
- Austrogautieria
- Ceratellopsis
- Delentaria
- Destuntzia
- Gautieria
- Gloeocantharellus
- Gomphus
- Protogautieria
- Pseudogomphus
- Ramaria
- Ramaricium
- Terenodon
- Turbinellus